# Santa Maria del Tec
Santa Maria del Tec és l'església parroquial del poble del Tec, de la comuna del mateix nom, a la comarca del Vallespir (Catalunya del Nord).
Està situada a prop de l'extrem oest del poble, al costat del cementiri, una mica enlairada respecte de la carretera general.